# کمیته ملی المپیک اریتره
کمیته ملی المپیک اریتره (انگلیسی: Eritrean National Olympic Committee) یک سازمان ورزشی است که نماینده کشور اریتره در کمیته بین‌المللی المپیک می‌باشد.
این سازمان که در سال ۱۹۹۶ تأسیس شده مسئول آماده‌سازی و اعزام ورزشکاران به بازی‌های المپیک، بازی‌های المپیک جوانان و بازی‌های آفریقایی است.